# Route magistrale 7 (Lituanie)
Pour les articles homonymes, voir A7 et Route A7.
La route A7 (Magistralinis kelias A7) est une route lituanienne reliant Marijampolė à la frontière russe en direction de Kaliningrad. Elle mesure 41,927 km. Elle est continuée dans l'oblast de Kaliningrad par la route fédérale A229 jusqu'à Kaliningrad.

## Tracé
- Marijampolė
- Maldėnai (lt)
- Alvitas (lt)
- Virbalis
- Kybartai